# Emanuel Caserio
Emanuel Caserio (Latina, 16 marzo 1987) è un attore italiano.

## Biografia
Nato a Latina nel 1987, si interessa alla recitazione sin dalla giovane età. Nel 2006 prende parte alla sesta edizione del talent Amici di Maria De Filippi, ma non riesce a raggiungere la sufficienza all'esame di sbarramento e non accede alla fase serale. Nel 2012 si diploma al Centro sperimentale di cinematografia.
Dal 2014 inizia a lavorare in produzioni televisive, apparendo in piccoli ruoli in serie come Rex, Un medico in famiglia e Squadra antimafia - Palermo oggi. Nel 2016 interpreta il ruolo di Luca, un giovane ragazzo che si innamora del personaggio di Sabrina Ferilli nel film Forever Young, scritto e diretto da Fausto Brizzi. L'anno successivo dà il volto a Cesare nel film televisivo di Rai Fiction In arte Nino.
Dal 2018 interpreta il personaggio ricorrente di Salvatore Amato nella soap opera Il paradiso delle signore.
Nel 2024 è nel cast principale della miniserie televisiva di Netflix Inganno, diretta da Pappi Corsicato.

## Filmografia

### Cinema
- È la mia prima volta!, regia di Claudio Serughetti (2014)
- 25 aprile - Lettere di condannati a morte della Resistenza italiana, regia di Pasquale Pozzessere (2014)
- I ponti di Sarajevo, episodio L'avamposto, regia di Leonardo Di Costanzo (2014)
- Io e lei, regia di Maria Sole Tognazzi (2015)
- L'amore rubato, regia di Irish Braschi (2016)
- Forever Young, regia di Fausto Brizzi (2016)
- Odio l'estate, regia di Massimo Venier (2020)
- The Male Gaze - Hide and Seek, episodio The Den, regia di Lorenzo Caproni (2021)
- I cassamortari, regia di Claudio Amendola (2022)
- Ari-cassamortari, regia di Claudio Amendola (2024)

### Televisione
- Roles – serie TV (2013)
- Rex – serie TV (2014)
- Un medico in famiglia – serie TV, episodi 9x23-24 (2014)
- Squadra antimafia – serie TV, stagione 7 (2015)
- In arte Nino – film TV (2017)
- Il paradiso delle signore – soap opera, 820 episodi (2018-in corso)
- Inganno – miniserie TV, 6 puntate (2024)

## Teatro
- Secondo me, regia di Augusto Fornari (2010)
- Our Town di Thornton Wilder, regia di David Warren (2012)
- Il flauto magico di Wolfgang Amadeus Mozart, regia di Matteo Tarasco (2013)
- Garbatella futbol Cleb, regia di Roberto Marafante (2014)
- Zot, regia di Mario Grossi (2014)
- Rime di Michelangelo, regia di Marco Bellocchi (2015)

## Programmi televisivi
- Amici di Maria De Filippi (2006)
- Boomerissima (2023)

## Riconoscimenti
- 2013 – Roma Fiction Fest – Miglior ìnterprete di serie web
- 2016 – 73ª Mostra internazionale d'arte cinematografica di Venezia "Premio Kinèo" – Attore emergente
- 2023 - Festival Del Cinema Italiano di Milazzo
- 2023 – XIX Edizione Le Notti dello Statere